# Marni Nixon

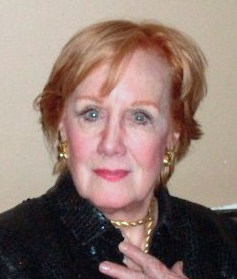
Marni Nixon (2009)

Margaret Nixon McEathron (* 22. Februar 1930 in Altadena, Kalifornien; † 24. Juli 2016 in New York City, New York) war eine US-amerikanische Opernsängerin (Sopran). Bei amerikanischen Filmproduktionen lieh sie als sogenannte Geistersängerin (englisch ghost singer) anderen Darstellerinnen mehrmals ihre Gesangsstimme.

## Leben
Marni Nixon war bereits seit ihrer Kindheit als Sängerin tätig und erhielt eine ausführliche Gesangsausbildung. Sie sang bereits 1947 in einer Vorstellung in der Hollywood Bowl unter Leitung von Leopold Stokowski. 1954 war Nixon Darstellerin beim Broadway-Stück The Girl in Pink Tights. Sie gehörte zeitweilig zu den Randy Van Horne Singers.
Marni Nixon gilt als eine der bekanntesten Geistersängerinnen der Filmgeschichte, sie lieh also bei schwierigen Gesangseinlagen Filmstars ihre Stimme, die die Gesangseinlagen alleine nicht überzeugend schaffen konnten. Ihren ersten Gesangseinsatz hatte sie 1948 in dem Film Johanna von Orleans. 1949 lieh sie Margaret O’Brien ihre Gesangsstimme für die Literaturverfilmung Der geheime Garten. Marilyn Monroe lieh sie 1953 wenige hohe Stimmparts in Blondinen bevorzugt. Deborah Kerr lieh sie die Singstimme in Der König und ich (1956) und Die große Liebe meines Lebens (1957). Nixons wohl bedeutendster Gesangseinsatz war der für Natalie Wood in West Side Story. 1964 sang sie für Audrey Hepburn in My Fair Lady. Marni Nixons Mitarbeit an diesen Filmen wurde bei ihrer Entstehung vor der Öffentlichkeit geheim gehalten, erst in späteren Jahren erhielt sie hierfür Aufmerksamkeit und Anerkennung.
1965 war Nixon selbst als Schauspielerin zu sehen: als Schwester Sophia in Meine Lieder – meine Träume von Robert Wise. 1998 sang sie als Großmutter Fa für den Zeichentrickfilm Mulan. Bis ins hohe Alter blieb Nixon als Sängerin am Broadway und am Off-Broadway aktiv, dabei sang sie Partien wie die „Konstanze“ und das „Blondchen“ in der Entführung aus dem Serail, die „Susanna“ in Nozze di Figaro, die „Philine“ in Mignon, die „Zerbinetta“ in Ariadne auf Naxos und die „Violetta“ in La traviata.
In den Jahren 1954 bis 1956 wirkte sie bei Robert Crafts Gesamteinspielung des Werks von Anton Webern bei Columbia mit. Sie war die Sängerin für Weberns Liederzyklen op. 3, op. 4, op. 12, op. 19, op. 23 und bei den beiden Kantaten Werberns op. 29 und op. 31.
2023 erhielt sie für das Lied Honor To Us All aus Mulan eine Goldene Schallplatte in den USA.

## Privatleben
Marni Nixon war von 1950 bis 1969 mit Ernest Gold verheiratet und ist die Mutter von drei Kindern, darunter dem Sänger Andrew Gold. Ihr dritter Ehemann Albert Block, mit dem sie seit 1983 verheiratet war, starb 2015. Sie starb im Juli 2016 im Alter von 86 Jahren an Brustkrebs.